# Fast Forward
Albums de Joe Jackson
The Duke
(2012)
Singles
1. Fast Forward
Sortie : 13 août 2015

Fast Forward est le dix-huitième album studio de Joe Jackson, sorti le 2 octobre 2015.
L'album s'est classé 27e au Top Independent Albums et 45e au Top Rock Albums.

## Liste des titres
Toutes les chansons sont écrites et composées par Joe Jackson, sauf mention contraire.
| No  | Titre                    | Auteur                                          | Durée |
| --- | ------------------------ | ----------------------------------------------- | ----- |
| 1.  | Fast Forward             |                                                 | 6:02  |
| 2.  | If It Wasn't For You     |                                                 | 3:39  |
| 3.  | See No Evil              | Tom Verlaine                                    | 4:08  |
| 4.  | Kings of the City        |                                                 | 5:22  |
| 5.  | A Little Smile           |                                                 | 4:00  |
| 6.  | Far Away                 |                                                 | 4:02  |
| 7.  | So You Say               |                                                 | 2:52  |
| 8.  | Poor Thing               |                                                 | 3:32  |
| 9.  | Junkie Diva              |                                                 | 5:38  |
| 10. | If I Could See Your Face |                                                 | 4:19  |
| 11. | The Blue Time            |                                                 | 5:31  |
| 12. | Good Bye Jonny           | Peter Kreuder, Hans Fritz Beckmann, Joe Jackson | 5:41  |
| 13. | Neon Rain                |                                                 | 3:35  |
| 14. | Satellite                |                                                 | 4:24  |
| 15. | Keep on Dreaming         |                                                 | 4:17  |
| 16. | Ode to Joy               |                                                 | 4:16  |